# Zoppoter Zeitung
Die Zoppoter Zeitung war eine Tageszeitung in deutscher Sprache für das Gebiet der Stadt Zoppot.
Die Zeitung wurde am 1. Mai 1894 gegründet (im Handbuch der Deutschen Tagespresse im Jahr 1896).  Sie wurde in Zoppot vom Verlag Börner & Gutsche herausgegeben. Der Verlag und die Druckerei hatten die Adresse Seestraße 62 in Zoppot.
Die Zeitung hatte 1937 eine Auflage von etwa 4000 und einen Umfang von 8 bis 10 Seiten. Sie erschien sechsmal in der Woche. In der Zeitung gab es eine Informationsbeilage für Film und Rundfunk, eine Frauen- und Autobeilage sowie eine Unterhaltungsbeilage, die Stranddistel genannt wurde.
Nach der Machtergreifung der NSDAP im Jahre 1933 übernahm die Zeitung die Standpunkte der Nationalsozialisten.

## Organisation der Zeitung (1937)
- Hauptschriftleiter: Erich Gutsche
- Schriftleiter für Politik und Wirtschaft: Kurt Jekat
- Schriftleiter für Lokales und Feuilleton: Willi Bodo Przeperski
- Anzeigenleiter: Oskar Zinser